# Kolossalstatue Konstantins des Großen

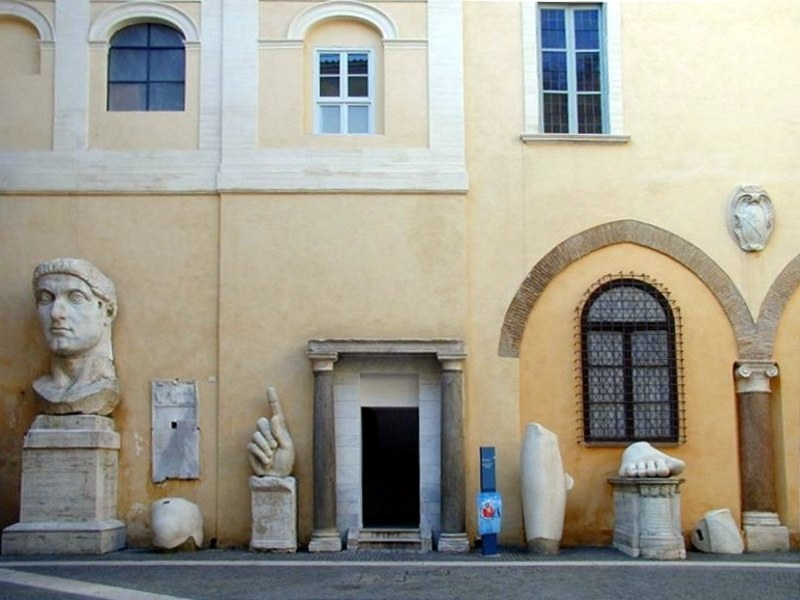
Zusammenstellung der Überreste der Statue in den Kapitolinischen Museen

Die Kolossalstatue Konstantins des Großen war eine ursprünglich etwa zehn bis zwölf Meter hohe Marmorstatue Kaiser Konstantins in Rom, von der noch einige Fragmente, darunter der Kopf, erhalten sind.

## Entstehung und Standort
Konstantin ließ die Statue nach seinem Sieg gegen seinen Konkurrenten Maxentius in der Schlacht an der Milvischen Brücke etwa um 312–315 anfertigen. Als Demonstration der neu errungenen Macht wurde die Statue in der Maxentiusbasilika am Rande des Forum Romanum (an der Via Sacra) errichtet, die daher auch als Konstantinsbasilika bezeichnet wird. Die Statue stand in der Apsis der Basilika, wo sie Konstantin als entrückten und vergöttlichten Kaiser darstellte.

## Beschreibung

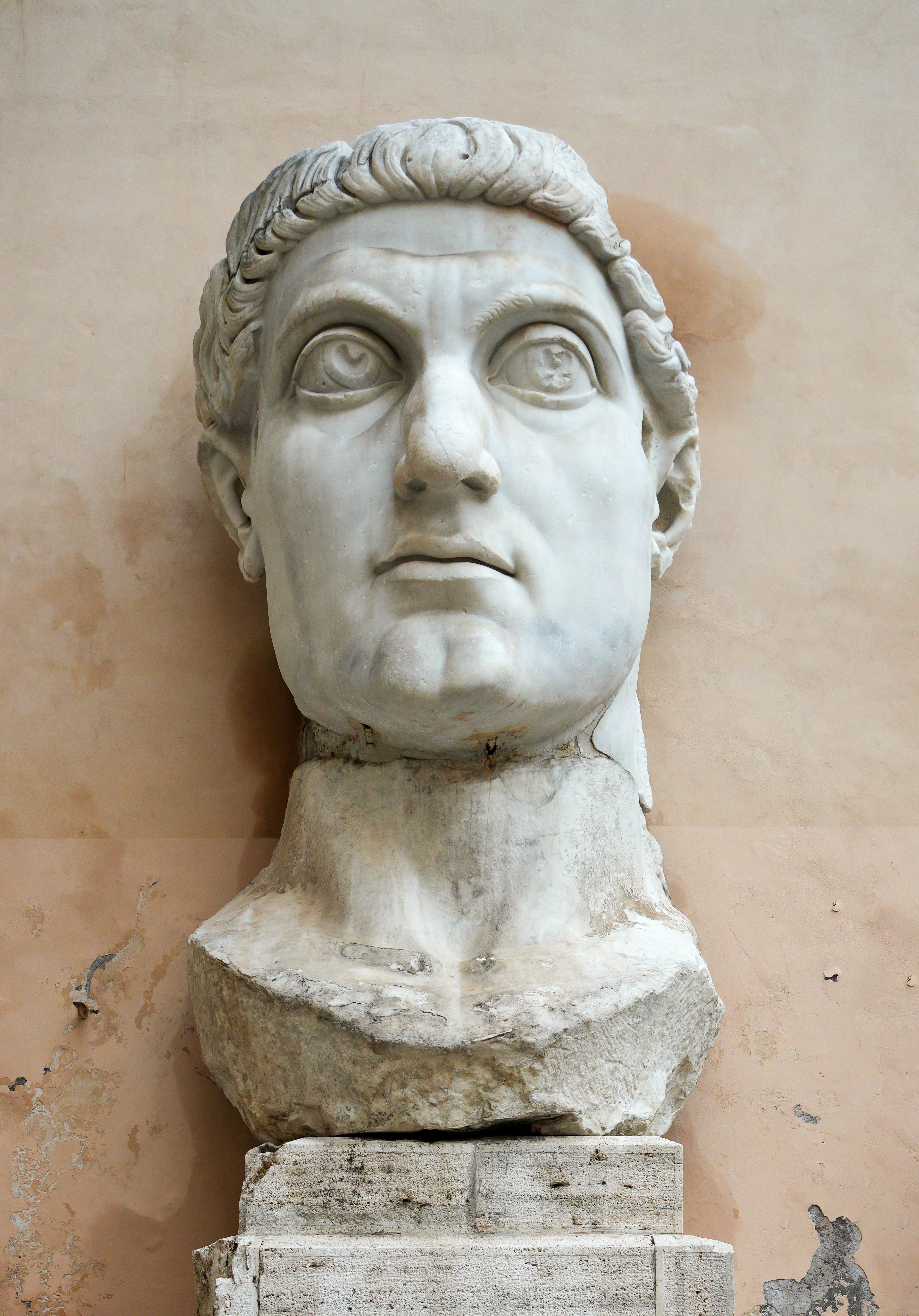
Kopf der Kolossalstatue

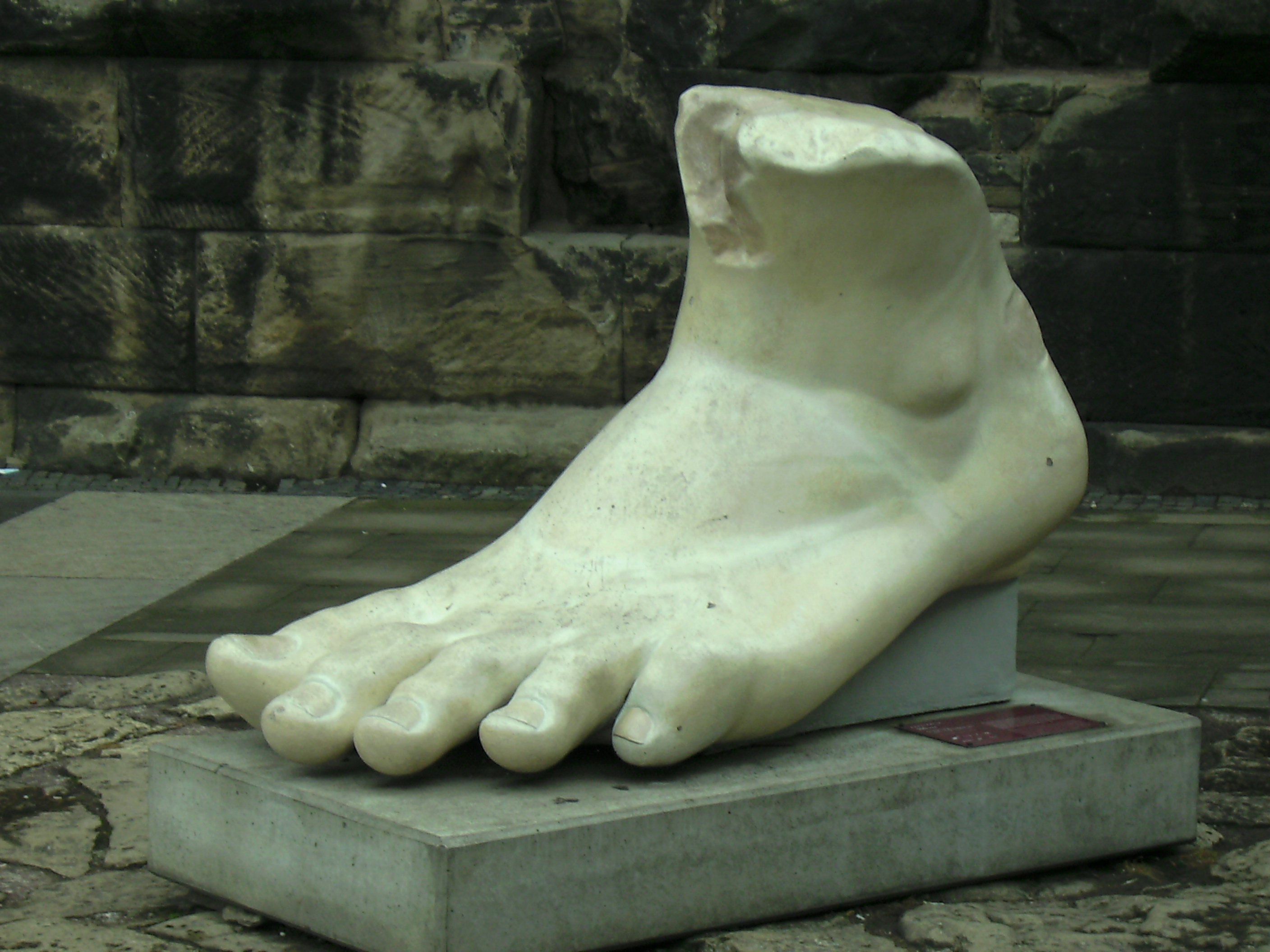
Fuß der Kolossalstatue (Kopie)

Die Akrolith-Statue aus weißem parischem Marmor zeigte den Kaiser ursprünglich sitzend, den rechten Fuß leicht vorangestellt und in der linken Hand ein Zepter haltend. Er trug ein Paludamentum (vermutlich aus Bronze, evtl. auch aus Holz), das den größten Teil seiner Beine und seine linke Schulter bedeckte. Vom Original sind heute jedoch noch zehn einzelne Fragmente erhalten: Beide Füße, eine Hand (Zeigefinger ergänzt), der Kopf (Hals ergänzt) und Teile der Beine, Arme und der Brust. Sie sind im Innenhof (Palazzo dei Conservatori) der Kapitolinischen Museen in Rom ausgestellt. Entdeckt wurden die meisten der erhaltenen Teile bereits im 15. Jahrhundert; zwei weitere Fragmente kamen bei Grabungen 1951 ans Licht. Neuere Untersuchungen legen nahe, dass die 10–12 m hohe Sitzstatue ursprünglich Jupiter Optimus Maximus darstellte. Neben einigen kleinen Anpassungen wurde der Bart entfernt und das Untergesicht dem gängigen Porträttypus mit betontem Kinn angepasst. Durch die in den Augen schräg nach oben bewegten Pupillen streift der Blick über den Betrachter hinweg. Dieses künstlerische Mittel wurde beibehalten, um die Göttlichkeit des Kaisers darzustellen.

## Rekonstruktionen

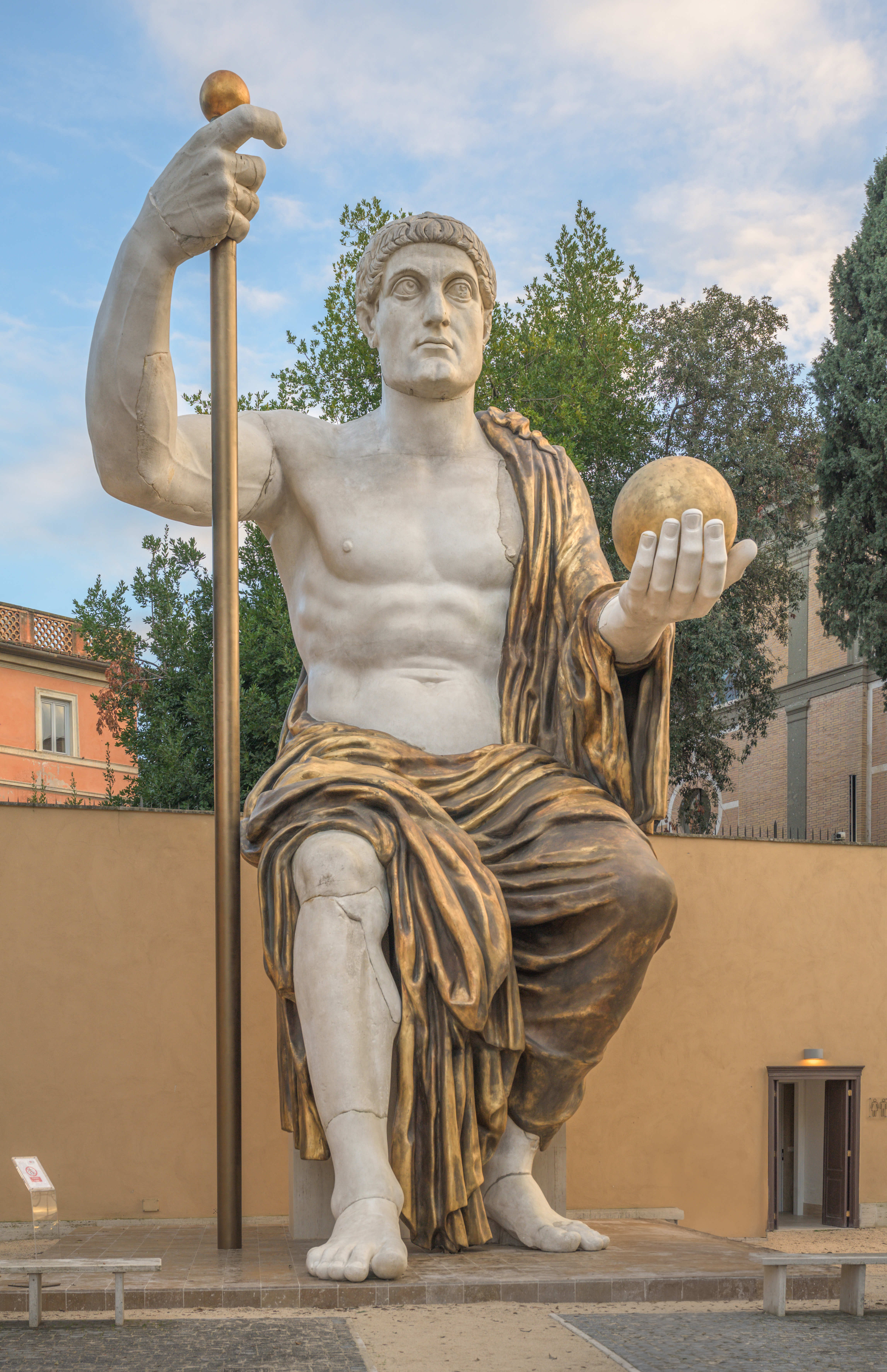
Rekonstruierte Version in den Kapitolinischen Museen im Jahr 2024

Der Berliner Architekt und Künstler Yadegar Asisi hat 2005 für sein Projekt Rom CCCXII eine 3D-Rekonstruktion der Statue angefertigt. Sie wurde unter anderem im Panometer Leipzig ausgestellt.
Für die Konstantinausstellung in Trier 2007 wurde die erste Marmor-Kopie des ca. drei Meter hohen Kopfes erstellt. Nach einem durch den Bildhauer Kai Dräger, die Prometheus Projekt GmbH und das Fraunhofer-Institut IPK erarbeiteten Workflow wurde aus hochaufgelösten 3D-Scan-Daten in mehreren Verfahrensschritten die museale Kopie aus einem 20 Tonnen schweren Rohblock aus Carrara-Marmor gearbeitet. Die Kopie des Monumentalfußes beruht ebenfalls auf 3D-Scan-Daten, wurde aus Styropor gefräst und anschließend in dreifacher Ausfertigung aus Beton gegossen.
Eine neue Nachbildung der Statue entstand im Jahr 2023 im Auftrag der römischen Denkmalbehörde. Dazu wurden zunächst alle vorhandenen Körperteile mittels eines Computerprogramms zu einer kompletten Figur zusammengefügt. Und diese wurde mittels 3D-Druck als 13 m hohe Statue nachgebildet. Sie erhielt jetzt einen Platz in den Kapitolinischen Museen.